# Helietta apiculata
Helietta apiculata är en vinruteväxtart som beskrevs av George Bentham. Helietta apiculata ingår i släktet Helietta och familjen vinruteväxter. Inga underarter finns listade i Catalogue of Life.